# Soutěž květinových měst a vesnic (Francie)
Soutěž květinových měst a vesnic (Concours des villes et villages fleuris) je soutěž vytvořená v roce 1959, která se ve Francii organizuje z důvodu podpory rozvoje zelených ploch v městech. Vztahuje se na celou zemi, účast není zpoplatněna, mohou se jí zúčastnit všechny francouzské obce. Z počtu 600 účastníků v prvním roce, počet stoupal na 5 300 v roce 1972, na více než 10 000 v roce 1993 a 12 000 v roce 2005. V roce 2010 bylo 3 842 obcím propůjčeno právo označení Ville ou village fleuri (tj. květinové město či vesnice), z nichž 211 obdrželo 4 květiny. Cenou "Fleur d'Or" (Zlatá květina) se může nyní pyšnit jen omezený počet obcí, které získaly 4 květiny.
Ocenění jsou od 1 do 4 květin. Vývěsní tabule od 1 do 3 květin navrhují regionální výbory, které i vybírají obce, které mohou získat vyšší ocenění. Čtvrtou květinu a cenu Zlaté květiny uděluje národní rada.
V roce 2010 bylo uděleno 393 nových ocenění, z nichž:
- 8 nových obcí získalo 4 květiny,
- 53 nových obcí získalo 3 květiny,
- 112 nových obcí získalo 2 květiny,
- 220 nových obcí získalo 1 květinu.

## Kritéria
Časem se kritéria vyvíjela a začala zohledňovat aspekty životního prostředí (biodiverzita, metody kultivace respektující životní prostředí...) a vytváření udržitelný rozvoj udržitelného rozvoje květinové výzdoby. Posledním uvedeným pravidlem se rozumí kritéria vysvětlená na.
Kandidáti mohou v případě potřeby předložit případný ekocertifikát (použití dřevin Forest Stewardship Council, certifikát ekologického spravování zelených ploch, využití "bio" přípravků a alternativ k pesticidům, apod.)
V současné době jsou posuzovaná kritéria zohledňována v následujícím rozsahu:
- 50 %: krajinotvorné a rostlinné tradice obce (stromy, keře, květiny...)
- 30 %: snaha obce o zlepšení životní úrovně a udržitelný rozvoj (čistota obce, opatření ke zkrášlení, prezentace reklamy, účast obyvatel na květinové výzdobě, aspekty životního prostředí...)
- 20 %: podpora a zhodnocení z hlediska turistiky (propagace značky...)

## Organizace
Organizaci soutěže zajišťuje Národní rada květinových měst a vesnic, asociace založená zákonem z roku 1901, řízená Ministerstvem pro ekologii, udržitelný rozvoj, dopravu a bydlení. Její správní rada sdružuje zástupce různých ministerstev, krajských a místních sdružení, turismu, zahradnických a krajinářských odvětví a odborníky.
Udělují se i zvláštní ceny, jako například cena za obecní venkovský prostor, cena rostlinné diverzity, cena za tradici, národní cena za strom, cena za účast občanů v zahradnictví, cena za květinovou výzdobu společných rodinných zahrad, cena pro květinový department, soutěž květinových domů aj.